# Грушківський скарб
Грушківський скарб — скарб періоду ранньої залізної доби, знайдений у с. Грушка на Івано-Франківщині. Представлений матеріальними пам'ятками Ґава-голіградської культури: бронзовими серпами, кельтами, мечами, кинджалами, та прикрасами.